# Comunità montana Alto Sinni
La Comunità montana Alto Sinni si trova in Provincia di Potenza (Basilicata) e ha sede nel comune di Senise in via Don Sturzo.
La comunità è costituita dai seguenti comuni:
- Calvera
- Carbone
- Castronuovo di Sant'Andrea
- Chiaromonte
- Fardella
- Episcopia
- Francavilla in Sinni
- San Severino Lucano
- Senise
- Teana
- Viggianello